# 赤道反流

赤道反流（黒）。

赤道反流（せきどうはんりゅう、英語: Equatorial Counter Current）または赤道逆流とは、北緯3度から10度の間を、南赤道海流・北赤道海流と反対に西から東に流れる海流である。
流速は1から3ノットもあるが、厚さは100mから200m程度しかない。赤道海域では貿易風によって大洋の西側の海水面が高くなり、大西洋では14cm、太平洋では63cmの水位差が生ずると計算されている。この水面傾斜が赤道無風帯に赤道反流を生ずる原動力といわれている。この海流の横断面内には表面では北から南へ、水温躍層状では南から北へ向かう横方向の環流が存在する。また反流の北縁の表層では発散、下層では上昇が起こり、南縁の表層では収束、下層では沈降が起こっている。とくに北縁における上昇流は栄養に富んだ下層水を表層に運ぶので、プランクトン・魚類の繁殖に好条件となっている。
赤道反流が最もよく発達しているのは太平洋で、西から東まで連続していることはまず間違いない。また最近このような反流は南半球にも存在し、海流系は赤道に対して対称的であるという見解もある。大西洋では東半部で特に顕著に発達し、インド洋では夏は南西季節風が卓越するため、季節風海流に覆われて、北赤道海流とともに消滅する。